# Torenia cordifolia
Torenia cordifolia är en tvåhjärtbladig växtart som beskrevs av William Roxburgh. Torenia cordifolia ingår i släktet Torenia och familjen Linderniaceae. Inga underarter finns listade i Catalogue of Life.